# Dorien de Vries
Dorien Berendina Lubertha de Vries (* 7. Dezember 1965 in Enschede) ist eine ehemalige niederländische Windsurferin.

## Erfolge
Dorien de Vries nahm an den Olympischen Sommerspielen 1992 in Barcelona und 1996 in Atlanta teil. 1992 belegte sie in der Bootsklasse Lechner A-390 mit 68,7 Punkten den dritten Platz hinter Barbara Kendall und Zhang Xiaodong und gewann damit die Bronzemedaille. Vier Jahre darauf schloss sie die Regatta in der Bootsklasse Mistral auf dem zehnten Platz ab. Bei Weltmeisterschaften gewann sie ebenfalls 1992 in Cádiz die Bronzemedaille. De Vries sicherte sich zudem 1994 die Silber- und 1995 die Bronzemedaille bei den Europameisterschaften.